# Tianguistenco

Municipalité du Tianguistenco.

Tianguistenco (mot d'origine nahuatl) est l'une de 125 municipalités de l'État de Mexico au Mexique. Tianguistenco est bordée au nord par Ocoyoacac, à l'ouest par Almoloya del Río, Texcalyacac, Atizapán au sud par Joquicingo et Ocuilan et à l'est par Xalatlaco et l'État de Morelos. Son chef-lieu est Santiago Tianguistenco qui compte 13 106 habitants. La municipalité compte 70.682 habitants en 2010

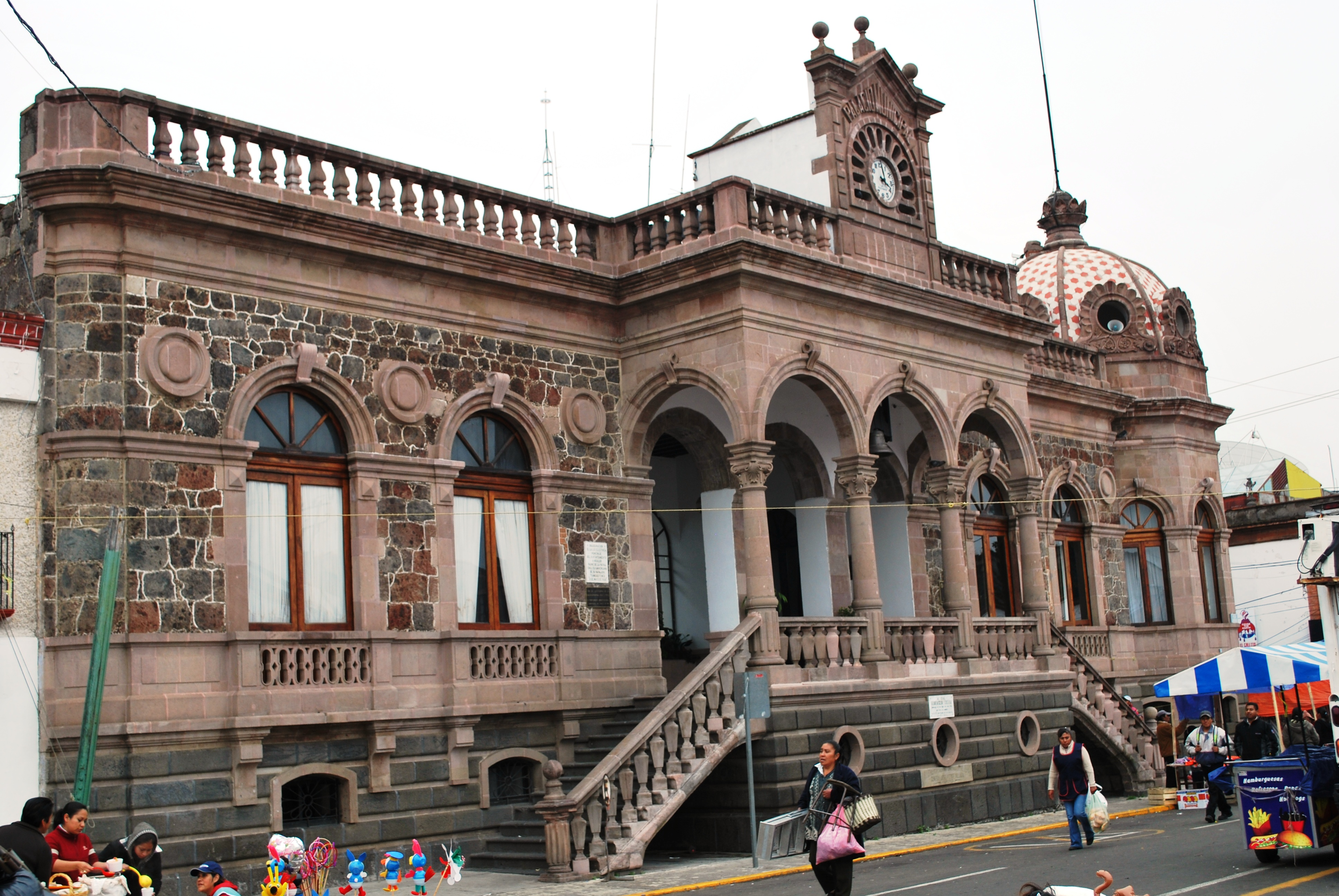
Palais Municipal San Tianguis

## Toponymie
Tianguistenco, son nom actuel vient du nahuatl Tiyanquiztenco qui signifie: lieu au bord du marché Tiyanquiztli et -tenco,.

## Démographie
| Ville                    | Population |
| Totale Municipalité      | 70 682     |
| Santiago Tianguistenco   | 13 106     |
| San Pedro Tlaltizapan    | 11 472     |
| Santiago Tilapa          | 10 087     |
| Guadalupe Yancuictlalpan | 7 676      |
| Tlacuitlapa              | 2 234      |
| Coamilpa de Juárez       | 1 782      |